# Gewichtheffen op de Olympische Zomerspelen 1956
Gewichtheffen is een van de sporten die beoefend werden tijdens de Olympische Zomerspelen 1956 in Melbourne.

## Heren

### bantamgewicht (tot 56 kg)
| rang   | sporter(s)       | land | drukken  | trekken  | stoten   | totaal   |
| ------ | ---------------- | ---- | -------- | -------- | -------- | -------- |
| Goud   | Charles Vinci    | USA  | 105.0 kg | 105.0 kg | 132.5 kg | 342.5 kg |
| Zilver | Vladimir Stogov  | URS  | 105.0 kg | 105.0 kg | 127.5 kg | 337.5 kg |
| Brons  | Mahmoud Namdjou  | IRI  | 100.0 kg | 102.5 kg | 130.0 kg | 332.5 kg |
| 4      | Yu In-ho         | KOR  | 90.0 kg  | 95.0 kg  | 135.0 kg | 320.0 kg |
| 5      | Kim Hae-nam      | KOR  | 85.0 kg  | 95.0 kg  | 127.5 kg | 307.5 kg |
| 6      | Yoshio Nanbu     | JPN  | 87.5 kg  | 97.5 kg  | 120.0 kg | 305.0 kg |
| 7      | Reginald Gaffley | RSA  | 97.5 kg  | 90.0 kg  | 117.5 kg | 305.0 kg |
| 8      | Yukio Furuyama   | JPN  | 90.0 kg  | 87.5 kg  | 125.0 kg | 302.5 kg |

### vedergewicht (tot 60 kg)
| rang   | sporter(s)          | land | drukken  | trekken  | stoten   | totaal   |
| ------ | ------------------- | ---- | -------- | -------- | -------- | -------- |
| Goud   | Isaac Berger        | USA  | 107.5 kg | 107.5 kg | 137.5 kg | 352.5 kg |
| Zilver | Jevgeni Minajev     | URS  | 115.0 kg | 100.0 kg | 127.5 kg | 342.5 kg |
| Brons  | Marian Zieliński    | POL  | 105.0 kg | 102.5 kg | 127.5 kg | 335.0 kg |
| 4      | Rodney Wilkes       | TRI  | 100.0 kg | 105.0 kg | 125.0 kg | 330.0 kg |
| 5      | Hiroyoshi Shiratori | JPN  | 97.5 kg  | 100.0 kg | 127.5 kg | 325.0 kg |
| 6      | Georg Miske         | EUA  | 100.0 kg | 95.0 kg  | 125.0 kg | 320.0 kg |
| 7      | Tan Ser Cher        | SIN  | 92.5 kg  | 92.5 kg  | 130.0 kg | 315.0 kg |
| 8      | Lee Kyung-sob       | KOR  | 90.0 kg  | 95.0 kg  | 127.5 kg | 312.5 kg |

### lichtgewicht (tot 67.5 kg)
| rang   | sporter(s)          | land | drukken  | trekken  | stoten   | totaal   |
| ------ | ------------------- | ---- | -------- | -------- | -------- | -------- |
| Goud   | Igor Rybak          | URS  | 110.0 kg | 120.0 kg | 150.0 kg | 380.0 kg |
| Zilver | Rafael Khaboetdinov | URS  | 125.0 kg | 110.0 kg | 137.5 kg | 372.5 kg |
| Brons  | Kim Chang-hee       | KOR  | 107.5 kg | 112.5 kg | 150.0 kg | 370.0 kg |
| 4      | Kenji Onuma         | JPN  | 110.0 kg | 110.0 kg | 147.5 kg | 367.5 kg |
| 5      | Henrik Tamraz       | IRI  | 115.0 kg | 105.0 kg | 145.0 kg | 365.0 kg |
| 6      | Jan Czepułkowski    | POL  | 120.0 kg | 105.0 kg | 135.0 kg | 360.0 kg |
| 7      | Ivan Abadzjiev      | BUL  | 102.5 kg | 117.5 kg | 137.5 kg | 357.5 kg |
| 8      | Nil Tun Maung       | BIR  | 110.0 kg | 105.0 kg | 137.5 kg | 352.5 kg |

### middengewicht (tot 75 kg)
| rang   | sporter(s)         | land | drukken  | trekken  | stoten   | totaal   |
| ------ | ------------------ | ---- | -------- | -------- | -------- | -------- |
| Goud   | Fjodor Bogdanovski | URS  | 132.5 kg | 122.5 kg | 165.0 kg | 420.0 kg |
| Zilver | Peter George       | USA  | 122.5 kg | 127.5 kg | 162.5 kg | 412.5 kg |
| Brons  | Ermanno Pignatti   | ITA  | 117.5 kg | 117.5 kg | 147.5 kg | 382.5 kg |
| 4      | Jan Bochenek       | POL  | 120.0 kg | 112.5 kg | 150.0 kg | 382.5 kg |
| 5      | Kim Sung-jip       | KOR  | 125.0 kg | 110.0 kg | 145.0 kg | 380.0 kg |
| 6      | Krzysztof Beck     | POL  | 122.5 kg | 112.5 kg | 145.0 kg | 380.0 kg |
| 7      | Ebrahim Peyravi    | IRI  | 107.5 kg | 117.5 kg | 147.5 kg | 372.5 kg |
| 8      | Adrien Gilbert     | CAN  | 112.5 kg | 115.0 kg | 142.5 kg | 370.0 kg |

### lichtzwaargewicht (tot 82.5 kg)
| rang   | sporter(s)       | land | drukken  | trekken  | stoten   | totaal   |
| ------ | ---------------- | ---- | -------- | -------- | -------- | -------- |
| Goud   | Tommy Kono       | USA  | 140.0 kg | 132.5 kg | 175.0 kg | 447.5 kg |
| Zilver | Vassili Stepanov | URS  | 135.0 kg | 130.0 kg | 162.5 kg | 427.5 kg |
| Brons  | James George     | USA  | 120.0 kg | 130.0 kg | 167.5 kg | 417.5 kg |
| 4      | Jalal Mansouri   | IRI  | 132.5 kg | 122.5 kg | 162.5 kg | 417.5 kg |
| 5      | Philip Caira     | GBR  | 127.5 kg | 122.5 kg | 155.0 kg | 405.0 kg |
| 6      | Václav Pśenićka  | TCH  | 125.0 kg | 120.0 kg | 155.0 kg | 400.0 kg |
| 7      | Marcel Paterni   | FRA  | 132.5 kg | 115.0 kg | 147.5 kg | 395.0 kg |
| 8      | John Powell      | AUS  | 120.0 kg | 117.5 kg | 145.0 kg | 382.5 kg |

### middenzwaargewicht (tot 90 kg)
| rang   | sporter(s)          | land | drukken  | trekken  | stoten   | totaal   |
| ------ | ------------------- | ---- | -------- | -------- | -------- | -------- |
| Goud   | Arkadi Vorobjov     | URS  | 147.5 kg | 137.5 kg | 177.5 kg | 462.5 kg |
| Zilver | David Sheppard      | USA  | 140.0 kg | 137.5 kg | 165.0 kg | 442.5 kg |
| Brons  | Jean Debuf          | FRA  | 130.0 kg | 127.5 kg | 167.5 kg | 425.0 kg |
| 4      | Mohammad Rahnavardi | IRI  | 140.0 kg | 127.5 kg | 157.5 kg | 425.0 kg |
| 5      | Ivan Vesselinov     | BUL  | 132.5 kg | 120.0 kg | 155.0 kg | 407.5 kg |
| 6      | Tan Kim Bee         | MAL  | 117.5 kg | 122.5 kg | 155.0 kg | 395.0 kg |
| 7      | Lennox Kilgour      | TRI  | 127.5 kg | 117.5 kg | 145.0 kg | 390.0 kg |
| 8      | Leonard Treganowan  | AUS  | 122.5 kg | 117.5 kg | 150.0 kg | 390.0 kg |

### zwaargewicht (boven 90 kg)
| rang   | sporter(s)        | land | drukken  | trekken  | stoten   | totaal   |
| ------ | ----------------- | ---- | -------- | -------- | -------- | -------- |
| Goud   | Paul Anderson     | USA  | 167.5 kg | 145.0 kg | 187.5 kg | 500.0 kg |
| Zilver | Humberto Selvetti | ARG  | 175.0 kg | 145.0 kg | 180.0 kg | 500.0 kg |
| Brons  | Alberto Pigaiani  | ITA  | 150.0 kg | 130.0 kg | 172.5 kg | 452.5 kg |
| 4      | Firouz Pojhan     | IRI  | 147.5 kg | 132.5 kg | 170.0 kg | 450.0 kg |
| 5      | Eino Mäkinen      | FIN  | 127.5 kg | 137.5 kg | 167.5 kg | 432.5 kg |
| 6      | Dave Baillie      | CAN  | 147.5 kg | 122.5 kg | 162.5 kg | 432.5 kg |
| 7      | Franz Hölbl       | AUT  | 142.5 kg | 125.0 kg | 157.5 kg | 425.0 kg |
| 8      | Richard Jones     | NZL  | 125.0 kg | 122.5 kg | 150.0 kg | 397.5 kg |

## Medaillespiegel
| rang   | land             | goud | zilver | brons | totaal |
| ------ | ---------------- | ---- | ------ | ----- | ------ |
| 1      | Verenigde Staten | 4    | 2      | 1     | 7      |
| 2      | Sovjet-Unie      | 3    | 4      | 0     | 7      |
| 3      | Argentinië       | 0    | 1      | 0     | 1      |
| 4      | Italië           | 0    | 0      | 2     | 2      |
| 5      | Frankrijk        | 0    | 0      | 1     | 1      |
| 5      | Iran             | 0    | 0      | 1     | 1      |
| 5      | Polen            | 0    | 0      | 1     | 1      |
| 5      | Zuid-Korea       | 0    | 0      | 1     | 1      |
| totaal | totaal           | 7    | 7      | 7     | 21     |

Athene 1896 · 
St. Louis 1904 · 
Antwerpen 1920 · 
Parijs 1924 · 
Amsterdam 1928 · 
Los Angeles 1932 · 
Berlijn 1936 · 
Londen 1948 · 
Helsinki 1952 · 
Melbourne 1956 · 
Rome 1960 · 
Tokio 1964 · 
Mexico-stad 1968 · 
München 1972 · 
Montréal 1976 · 
Moskou 1980 · 
Los Angeles 1984 · 
Seoel 1988 · 
Barcelona 1992 · 
Atlanta 1996 · 
Sydney 2000 · 
Athene 2004 · 
Peking 2008 · 
Londen 2012 · 
Rio de Janeiro 2016 · 
Tokio 2020 · 
Parijs 2024 · 
Los Angeles 2028 
Medaillewinnaars
Atletiek · Australian Football (demonstratie) · Basketbal · Boksen · Gewichtheffen · Hockey · Honkbal (demonstratie) · Kanovaren · Moderne vijfkamp · Paardensport · Roeien · Schermen · Schietsport · Schoonspringen · Turnen · Voetbal · Waterpolo · Wielersport · Worstelen · Zeilen · Zwemmen